# Chiara Margarita Cozzolani
Chiara Margarita Cozzolani, anche Chiara Margherita Cozzolani, (Milano, 27 novembre 1602 – Milano, 20 aprile 1678), è stata una cantante, compositrice e monaca cristiana italiana.

## Biografia
Ultimogenita di una ricca famiglia di mercanti milanesi, come da tradizione Margarita Cozzolani ricevette in casa l'educazione musicale riservata alle giovani benestanti di quell'epoca. Entrò poi nel monastero benedettino di S. Radegonda, prendendo i voti nel 1620 con il nome di Chiara. Nella documentazione del monastero è menzionata a proposito delle dispute tenute per la regolamentazione della musica all'interno dell'istituzione.
Eccellente cantante, 'Donna Chiara Margarita Cozzolani', come è indicata nei frontespizi delle sue opere, è annoverata per essere una tra le almeno dodici religiose del Seicento che furono anche compositrici. La sua prima pubblicazione del 1640 è andata perduta, così come la parte del basso continuo di una successiva edizione di mottetti a voce sola del 1648. Tuttavia, ciò che rimane della sua produzione compositiva permette di assegnarle un ruolo di notevole importanza nel panorama musicale milanese della metà del XVII secolo.
Dopo la pubblicazione dei Salmi del 1650, la sua attività compositiva si concluse, forse anche a causa degli impegni derivanti dalle nuove cariche di badessa e priora e forse in parte per obbedire al cardinale Alfonso Litta, seguace ideologico di S. Carlo Borromeo e avversatore delle 'sregolatezze' della musica in chiesa.
Secondo quanto riferì il contemporaneo Filippo Picinelli, «le monache di Santa Radegonda di Milano, nel possesso della musica sono dotate di così rara isquisitezza, che vengono riconosciute per le prime cantatrici d'Italia. Vestono l'abito cassinense del P. S. Benedetto, e pure sotto le nere spoglie sembrano à chi le ascolta, candidi, armoniosi cigni, che, e riempiono i cuori di maraviglia, e rapiscono le lingue à loro encomij. Frà quelle religiose, merita sommi vanti Donna Chiara Margarita Cozzolani, Chiara di nome, ma più di merito; e Margarita, per nobiltà d'ingegno, rara, ed eccellente, che se nell'anno 1620. ivi s'indossò quell'habito sacro, fece nell'essercitio della musica riuscite così grandi; che dal 1640. fino al 1650. hà mandato alle stampe, quattro opere di musica».

## Opere
- Primavera di fiori musicali, Milano, 1640, perduta;
- Concerti sacri, Venezia, 1642; O dulcis Jesu, 1649;
- Scherzi di sacra melodia, perduto il bc, Venezia, 1648;
- Salmi à otto … motetti et dialoghi, Venezia, 1650;
- No, no no che mare, aria, perduta